# Bataille de Biak
Seconde Guerre mondiale
Batailles
- Rabaul
- 1re Salamaua-Lae
- Mer de Corail
- Piste Kokoda
- Baie de Milne
- Goodenough
- Buna-Gona-Sanananda
- Lilliput
- Merauke

- Wau
- Mer de Bismarck
- I-Go
- 2e Salamaua-Lae
- Chronicle
- Monts Finisterre
- Bougainville
- Bombardement de Wewak
- Péninsule de Huon
- Nouvelle-Bretagne
- Bombardement de Rabaul

- Neutralisation de Rabaul
- Îles de l'Amirauté
- Emirau
- Take Ichi
- Nouvelle-Guinée occidentale

La bataille de Biak est une bataille ayant opposé les États-Unis à l'empire du Japon pour le contrôle de l'île de Biak, lors la campagne de Nouvelle-Guinée durant la Seconde Guerre mondiale. 
La décision de l'état-major américain d'envahir cette île a été motivée par le double objectif d'à la fois prendre le contrôle des aérodromes de l'île, Mokmer en étant le principal aérodrome, pour soutenir les actions lors de l'imminente campagne des Philippines mais également afin d'accentuer l'isolement des garnisons japonaises encore actives en Papouasie-Nouvelle-Guinée.
Les renseignements américains ont largement sous-estimé le nombre de troupes nippones sur l'île qui avaient durant les semaines précédentes renforcé leur garnison sur place s'attendant à une invasion qu'ils savaient imminente. 
C'est à l'occasion de cette bataille que le commandement japonais a pour la première fois appliqué la stratégie, qu'il répétera au cours de batailles ultérieures, consistant à ne pas chercher ou presque à défendre les zones côtières, de concentrer ses troupes dans de solides systèmes défensifs intérieurs et de laisser intentionnellement l'ennemi s'enfoncer dans les terres afin de l'engager dans des combats d'attrition dont le but n'était pas de gagner la bataille mais bien de la prolonger autant que possible pour lui rendre la victoire la plus coûteuse possible en termes de pertes humaines.

## La bataille
La 41e division d'infanterie, renforcée par quelques éléments extérieurs, débarqua sur l'île le matin du 27 mai 1944, quasiment sans opposition.
Avançant dès le lendemain dans l'intérieur de l'île vers l'aérodrome de Mokmer, où elle commença à affronter une résistance japonaise chaque fois plus rigoureuse et déterminée. Les troupes nippones ont notamment lancé plusieurs contre-attaque organisées soutenues par des chars. Cette bataille signe en effet la première bataille de chars dans le conflit dans le Pacifique, la douzaine de M4 Sherman supérieurs technologiquement ont cependant pris rapidement l'ascendant face aux Type 95 Ha-Go nippons.

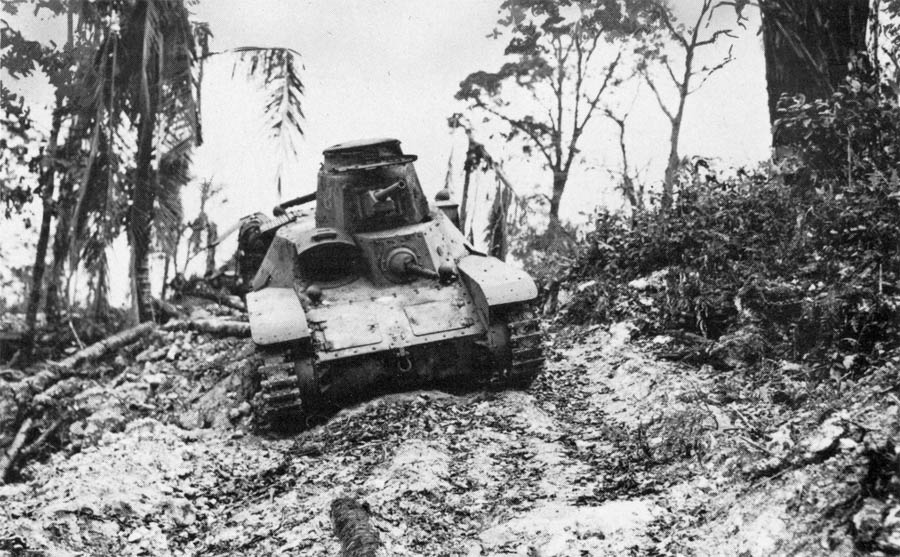
Un char japonais Type 95 Ha-Go détruit sur Biak en juin 1944

Le 1er juin 1944. les pistes de décollage sont aux mains des forces américaines, qui ne peuvent cependant pas les utiliser, les Japonais ayant encore le contrôle des collines les environnant et utilisant leur artillerie pour les bombarder. Ces positions sont finalement prises après de durs combats, le 27 juin sur cette île escarpée et recouverte de jungle qui a engendré de réels problèmes d'approvisionnement, notamment en eau, pour les soldats américains qui ont eu à déloger une par une les positions nippones qui se sont servies brillamment du relief de l'île et, notamment, de ses galeries pour retarder au maximum leur avance.
Des poches de résistance étant encore actives, il fallut attendre le 20 août 1944 pour que l'île soit officiellement déclarée sécurisée par le commandement américain.

## Conséquences
Après des combats bien plus longs et difficiles que prévu, l'île et ses trois pistes de décollage, Mokmer, Sorido et Borokoe désormais en possession des forces américaines furent par la suite comme prévu utilisées comme support aérien et logistique pour soutenir les futures opérations de la Campagne des Philippines.
La stratégie consistant à ne pas tenter de repousser les assauts amphibies pour, par la suite, mieux prolonger les affrontements, appliquée par les Japonais sur l'île de Biak, sera répétée avec succès lors de plus larges batailles notamment par exemple à Peleliu, Iwo Jima ou encore à Okinawa.